# Одаровка (Днепропетровская область)
Одаровка (укр. Одарівка) — село,
Криничанский поселковый совет,
Криничанский район,
Днепропетровская область,
Украина.
Код КОАТУУ — 1222055104. Население по переписи 2001 года составляло 389 человек .

## Географическое положение
Село Одаровка находится в 1,5 км от пгт Кринички.
По селу протекает пересыхающий ручей с запрудой.
Рядом проходят автомобильные дороги М-04 (E 50) и Т-0420.

## Происхождение названия
На территории Украины 2 населённых пункта с названием Одаровка.
Название села Одаровка Криничанского района произошло от имени Одарка, жены помещика жившего здесь.